# Sister Morphine
Sister Morphine – piosenka, która została nagrana oryginalnie przez brytyjską piosenkarkę Marianne Faithfull i wydana na singlu w 1969 roku, a następnie spopularyzowana przez angielski zespół The Rolling Stones. Wersja tej formacji zamieszczona została na płycie Sticky Fingers. Początkowo przypisywana wyłącznie Mickowi Jaggerowi i Keithowi Richardsowi, jednak po procesie Faithfull wywalczyła uznanie współautorstwa.

## Nagrywanie i produkcja
W wersji Marianne Faithfull Mick Jagger gra na gitarze akustycznej, Charlie Watts na perkusji, Ry Cooder na gitarze slide, oraz Jack Nitzsche na pianinie. Zostało wydanych tylko 500 kopii singla. Według Faithfull „Sister Morphine” była właściwie stroną B piosenki „Something Better”.

## Wersja The Rolling Stones
Nagranie Stonesów zostało zarejestrowane na przełomie maja i czerwca 1969 roku, jednak nigdy nie wydano go na singlu. Imię i nazwisko Marianne Faithfull pojawia się w zremasterowanej edycji Sticky Fingers z 1994 roku.